# Voipreux
Voipreux – miejscowość i dawna gmina we Francji, w regionie Grand Est, w departamencie Marna. W 2013 roku populacja ówczesnej gminy wynosiła 238 mieszkańców. 
W dniu 1 stycznia 2018 roku z połączenia czterech ówczesnych gmin – Gionges, Oger, Vertus oraz Voipreux – utworzono nową gminę Blancs-Coteaux. Siedzibą gminy została miejscowość Vertus.